# Loi du 22 juillet 1940
La loi du 22 juillet 1940, ou loi portant révision des naturalisations obtenues depuis 1927, est une ancienne loi française promulguée par le régime de Vichy afin d'examiner et, le cas échéant, de déchoir de leur nationalité toute personne naturalisée depuis la loi du 10 août 1927 réformant le régime du droit de la nationalité, fortement contesté dès l'époque par l'extrême droite française[réf. souhaitée]. 

## Effets
Le 22 juillet 1940, Raphaël Alibert, ministre de la justice du gouvernement de Vichy, met en place une commission de révision des naturalisations. Placée sous la présidence de Jean-Marie Roussel, conseiller d’État, elle sera chargée de réexaminer l’ensemble des 539 000 naturalisations accordées depuis la loi du 10 août 1927. 
Sur les 195 000 dossiers étudiés entre 1940 et 1943, 15 154 personnes (soit 7,7 %) ont été déchues de leur nationalité au titre de la disposition principale de la loi, devenant apatrides, dont environ 6 000 Juifs selon l'historien Robert Paxton. 
Bien que le texte de la loi n'y fasse pas référence, la Commission chargée de son application le fit dans l'optique antisémite de Vichy, ciblant en priorité, mais sans exclusivité, les personnes qu'elle pensait être juives.
La loi prévoyait, sans automaticité, que pouvaient être dénaturalisées les personnes de la famille de l'individu dénaturalisé par la Commission chargée de l'application de cette loi, y compris s'ils l'avaient obtenues avant 1927. Cela fut confirmé par arrêt de décembre 1942 du Conseil d'État, et pouvait conduire ainsi à une rétroactivité de la loi : les enfants français, parce que nés en France de parents dénaturalisés, pouvaient eux-mêmes perdre leur nationalité si les parents étaient visés par la Commission (conduisant à considérer, de façon rétroactive, comme nulle et non avenue la naturalisation des parents).
Jusqu'aux accords du 2 juillet 1942 signés par René Bousquet et Helmut Knochen, respectivement secrétaire général de la police de Vichy et chef de la Sicherheitspolizei (SIPO-SD, police de sûreté) pour la France, la déchéance de nationalité conduisait à l'internement en camp spécial (en vertu de la loi du 18 octobre 1940 « sur les ressortissants étrangers de race juive ») ou en groupements pour étrangers (en vertu de la loi du 1er octobre 1940, « relative à la situation des étrangers en surnombre dans l'économie française »). Après ces accords, elle légalisait la déportation dans les camps. À partir de l'automne 1943, les Allemands ne distinguant plus entre Juifs français et étrangers, les déchéances de nationalité n'entrent plus que dans une logique purement française concernant le régime de Vichy et la « Révolution nationale ».
Environ 15 000 personnes, dont 6 000 Juifs, ont été dénaturalisées. Ces derniers ont été pour la plupart déportés et sont compris dans les 76 000 Juifs déportés sous Vichy, entre le printemps 1942 et la Libération de 1944,.

## Précédents
La France avait déjà connu certaines procédures de déchéance de nationalité, distinctes de la privation des droits civiques ou mort civile. Ainsi, en 1848, une procédure de déchéance de nationalité était prévue pour les Français se rendant coupable de traite négrière après l'abolition de l'esclavage. Durant la Première Guerre mondiale, « la déchéance de nationalité est étendue aux Français originaires de pays ennemis et, de manière plus pérenne en 1927, aux naturalisés ayant commis des crimes contre l’État à l’instar de la trahison. En 1938-1939, elle est encore élargie aux Français d’origine étrangère ayant commis des crimes ou délits, ou même à des Françaises ayant épousé des étrangers et demandant à être réintégrées dans la nationalité française. »

## Autres lois
D'autres lois sur la déchéance de la nationalité ont été promulguées sous Vichy, dont les lois du 23 juillet et 10 septembre 1940 relative aux individus ayant quitté le territoire français sans ordre de mission. Au titre de la loi du 23 juillet, 446 personnes, dont Charles de Gaulle, René Cassin et Pierre Mendès France se sont vus retirer leur nationalité par Vichy.
Enfin, l'abrogation du décret Crémieux, le 7 octobre 1940, prive 100 000 Juifs d'Algérie de la citoyenneté française .